# Daniel Olauson
Daniel Olauson (i riksdagen kallad Olauson i Västerås), född 2 november 1812 i Sörvik, död 25 juni 1870 i Västerås, var en svensk läroverksadjunkt, publicist och politiker (liberal).
Daniel Olausson verkade som läroverkslärare i Falun och Västerås, åren 1856–1870 som adjunkt vid Västerås högre elementarläroverk. Som redaktör för Vestmanlands Läns Tidning 1859–1869 gav han tidningen en klart liberal prägel; han räknas som dess främste publicist under 1800-talet. Han var även kommunalt aktiv och var ordförande i Västerås stadsfullmäktige 1865–1868.
Han var riksdagsledamot 1867–1868 i andra kammaren för Västerås, Köpings och Enköpings valkrets. Under 1867 tillhörde han Ministeriella partiet, men 1868 övergick han till Nyliberala partiet. I riksdagen motionerade han bland annat om en kommunal rösträttsreform för att avskaffa den graderade rösträtten i stadsfullmäktigeval.